# Шимкова Марія Антонівна
Шимкова Марія Антонівна (25 березня 1842 — 1 червня 1914) — педагог, громадська діячка, Голова «Харківського товариства взаємодопомоги учительок і виховательок» та ініціаторка створення в Полтаві місцевого «Товариство трудящих жінок».

## Життєпис
Народилася 25 березня 1842 року у Полтавській губернії Російської імперії у дворянській сім'ї. Спочатку дівчина виховувалася в приватному пансіоні Лареш, пізніше в Метелеркампа у Харкові. Після завершення навчання у1865 році вийшла заміж за професора А. П. Шимкова, який походив зі старовинного дворянського роду. Більшу частину свого життя провела за межами рідної Полтави, адже чоловік у 1899 року отримав посаду уповноваженого по сільськогосподарській частині у Харківській губернії (пізніше перейменовано — інспектор з сільськогосподарської частини у Харківській губернії). Після переїзду у Харків повністю присвятила себе педагогічній та громадській діяльності. Вона стала однією з ініціаторок створення «Харківського товариства взаємодопомоги учительок і виховательок» (1895—1913). Спочатку Марія Антонівна була заступником голови, а вже за рік — голова організації. Після повернення до Полтави, створює «Товариство трудящих жінок». Активно брала участь в місцевому гуртку музикантів і любителів, за її ініціативи створюється «Товариство камерної музики». Шимкова була чудовою піаністкою та великою поціновувачкою музики. В родині Шимкових часто звучали мелодії видатних композиторів.
Все своє життя присвятила громадській діяльності, часто говорили, що вона добра та чуйна до чужого горя: "Марія Антонівна не знала втоми, коли потрібно було підтримати страждаючого, допомогти нужденному, згуртувати людей різних суспільних положень для спільної справи. Вона клопотала, вчила, допомагала, організовувала, була повна ініціативи та енергії, і ця енергія мимоволі заражала та підкоряла собі оточуючих ". Померла діячка 1 червня 1914 року (у віці 72-х років) у рідній Полтаві там же і похована.

## Створення та діяльність «Харківського товариства взаємодопомоги учительок і виховательок»
«Харківське товариство взаємодопомоги учительок і виховательок» було створено 1895 р. та діяло до 1913 р. Одним з ініціаторів заснування ХТВУВ був учитель молодших класів М. М. Власовський, який обіймав посаду учителя підготовчих класів у реальному училищі та приватній гімназії Д. Д. Оболенської, викладав гімнастику в Харківській духовній семінарії та російську мову в музичному училищі. Першою Товариство очолювала Олександра Михайлівна Петрова, дружина харківського губернатора. Після її від'їзду з Харкова у 1896 р. головою стала Марія Антонівна Шимкова. Наступними керівниками ХТВУВ були Аделаїда Олександрівна Синельникова (1905 — 28.04.1907), Марія Львівна Крейтон, дружина віце-губернатора (з 5 жовтня 1907 р.)
Харківське товариство взаємодопомоги учительок і виховательок було юридичною одиницею, і виконувало цілий комплекс завдань: фінансових, господарських, навчально-методичних, організаційних, мало свій бюджет, що складався з різних надходжень, витрати з якого спрямовувалися на організацію працевлаштування та соціального захисту професійних домашніх учительок, гувернанток і бонн.
Головним своїм завданням Товариство вбачало в допомозі у працевлаштуванні різним категоріям домашніх учителів. До ХТВУВ зверталися батьки з проханням знайти для дитини гувернантку, вчительку чи бонну. Учасниками товариства були дворянами. Найбільше було дворянства, яке після скасування кріпацтва, втратило свої джерела існування.
Фінансова діяльність ХТВУВ була спрямована на досягнення економічної незалежності. В 1898 р. Товариство придбало садибне місце з двома одноповерховими будинками. Ця подія відбулася завдяки значним внескам на користь Товариства відомого харківського благодійника, бельгійського підприємця, М. Х. Гельферіх; також для цього було взято позику в земельному банку. Обидва будинки давали хороші прибутки. В одному діяло ХТВУВ, а другий здали в оренду, для повернення кредиту. Також для участі в організації були обов'язковими благодійні внески. Вони надали можливість розпочати будівництво спеціального приміщення для гуртожитку та контори товариства. Були збудовані 2 кухні, велику їдальню, проведено водогін у всі будівлі. Вдала фінансова політика допомогла набути фінансової самостійності.
При ХТВУВ було засновано Будинок праці для професійної підготовки освічених жінок, були організовані курси технічного креслення, бухгалтерського обліку. Будинок праці був забезпечений усіма необхідними приладами для навчання з крою та шиття, ремонту одягу, виготовлення штучних квітів, малювання, друкарських курсів.
Науково-методична діяльність ХТВУВ полягала в організації вивчення навчальних дисциплін, необхідних у роботі. На першому місці знаходилася французька мова, яка була обов'язковою. Для удосконалення практичних навичок проводилися спеціальні заняття. З дозволу піклувальника Харківського учбового округу ХТВУВ відкрило у приміщенні 1-ї жіночої гімназії для своїх членів вечірні курси французької мови, бухгалтерії та креслення. Бібліотека ХТВУВ формувалася шляхом пожертв і складалася з книг і періодичних педагогічних видань російською, німецькою та французькою мовами.

## «Товариство трудящих жінок»
«Товариство трудящих жінок» було створене діячкою у Полтаві. Марія Антонівна Шимкова найбільше опікувалася даним товариством. При ньому було влаштовано їдальню, майстерню суконь, сапожню, капелюшну і т. ін. Кошти для утримання, організація отримувала від лекцій, продажу картин, субсидій за сприяння Марії Антонівни.